# Jakobuskirche (Leonbronn)

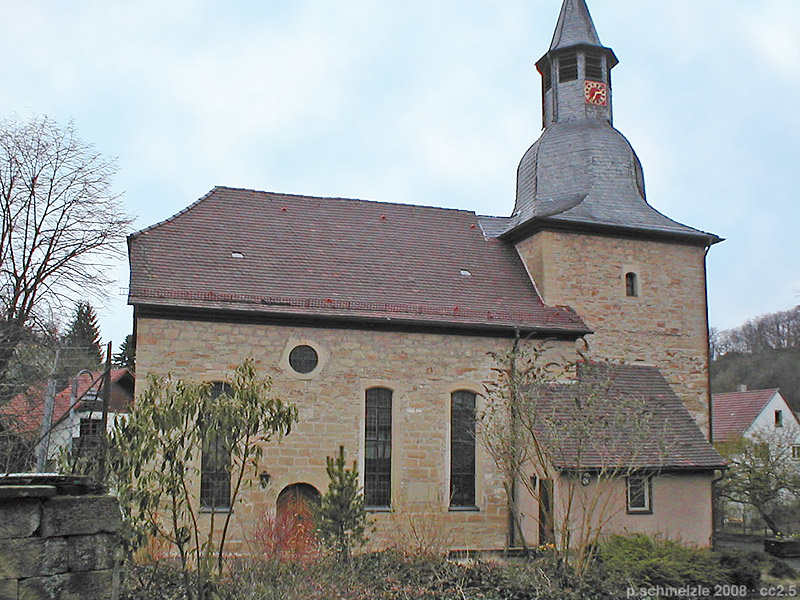
Jakobuskirche in Leonbronn

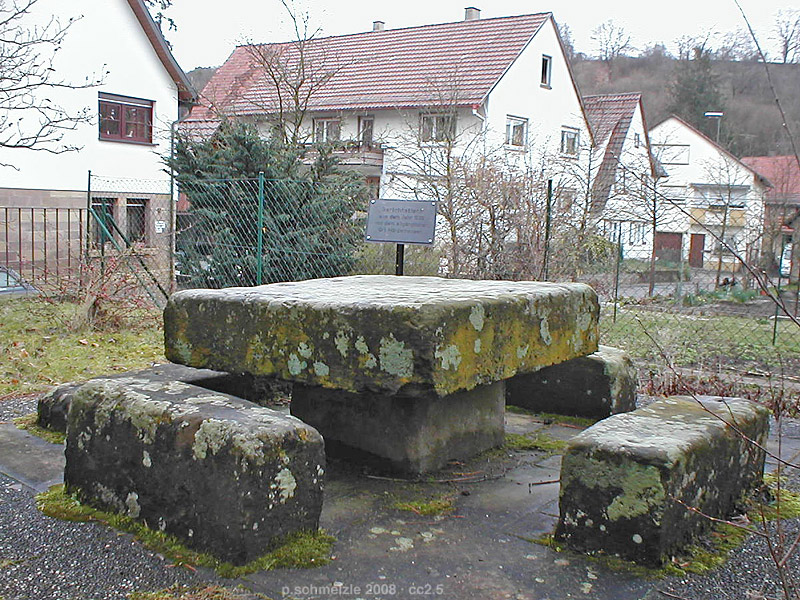
Gerichtstisch

Die Jakobuskirche in Leonbronn, einem Ortsteil von Zaberfeld im Landkreis Heilbronn im nördlichen Baden-Württemberg, ist seit 1485 Pfarrkirche des Ortes. Seit der Reformation evangelisch, gehört sie heute zur Evangelischen Kirchengemeinde Leonbronn-Ochsenburg im Kirchenbezirk Brackenheim der Evangelischen Landeskirche in Württemberg.
Eine Kapelle in Leonbronn wurde zugleich mit dem Ort 1289 erstmals erwähnt. Leonbronn war kirchlich zunächst Filiale von Kürnbach und wurde 1485 zur Pfarrei erhoben. Der Turm ist der älteste Bauteil der Kirche. Das Kapuzinertörle, ein Portal an dessen Nordwand, weist romanische Formen auf. Der Chor mit seinem Maßwerkfenster stammt aus der Zeit der Gotik. 1750 wurde der Turm renoviert, 1773 das Langhaus erweitert. Bei der Kirchenerweiterung wurde die Orgel an ihren heutigen Standort auf der Chorempore versetzt. Die letzten umfassenden Renovierungen fanden 1940/41 und in den 1980er Jahren statt.
Zur historischen Ausstattung der Kirche zählen neben der historischen Orgel ein hölzernes Kruzifix aus dem 15. Jahrhundert sowie eine Pfarrerstafel, die die Pfarrer der Kirche seit 1560 auflistet. Das Grabmal des Pfarrers Johann Eberhard Kies († 1691) ist im Chor aufgestellt. Der größte Teil der Ausstattung (Altar, Kanzel, Empore) wurde in den 1980er Jahren erneuert. Das Glasfenster an der Südwand wurde 1964 von Erich Buschle gestaltet.
An der Außenwand der Kirche befindet sich ein Gedenkstein für Wilhelm Zimmermann, der von 1854 bis 1864 Pfarrer in Leonbronn war. Im Kirchhof ist ein alter Steintisch von 1522 aufgestellt, der sich einst als Gerichtstisch auf der Gemarkung von Mörderhausen befand.